# Politique de la ville de Québec
La Ville de Québec est, comme toutes les municipalités de la province, une création du gouvernement du Québec. Son administration est régie par sa charte, ainsi que des lois provinciales, dont la Loi sur les cités et villes.

## Fonctions
Le maire est élu au scrutin majoritaire uninominal à un tour et est d'office président de la communauté métropolitaine de Québec et de l'agglomération de Québec. Les 21 conseillers représentent chacun un district électoral sont élus avec le même mode. 

## Institutions

### Conseil municipal de Québec
Le conseil municipal de Québec est formé du maire et des conseillers municipaux. Il est titulaire du pouvoir législatif au niveau municipal.

### Comité exécutif de Québec
Le maire et son comité exécutif sont titulaires du pouvoir exécutif. La population désigne le maire, qui à son tour forme le comité exécutif, en choisissant ses membres parmi les conseillers.
Le comité exécutif de la ville de Québec est le corps responsable des prises de décision au niveau municipal. Le comité exécutif dirige l'action municipale et l'administration publique, voit à l'application de la loi, des règlements et des politiques.

#### Bureau de l'ombudsman
Désignés par le conseil municipal de Québec, les 20 commissaires du Bureau de l'ombudsman sont chargés de recevoir et de traiter les plaintes des individus, des corporations ou des associations qui se sentent lésés par l'appareil municipal ou qui croient être victimes d'une erreur ou d'une injustice. Le Bureau de l'ombudsman a un pacte social avec la population québécoise pour assurer la transparence de la ville.

### Institutions des arrondissements et quartiers
La Ville est divisée en six arrondissements, et autant de conseils d'arrondissements: La Cité-Limoilou, Les Rivières, Beauport, Charlesbourg, La Haute-Saint-Charles et Sainte-Foy–Sillery–Cap-Rouge.
Ces mêmes arrondissements sont divisés en 35 quartiers, chacun d'eux possède son conseil de quartier.

### Centres de services scolaires et commission scolaire
Trois centres de services scolaires et une commission scolaire sont présentes sur le territoire :
- le Centre de service scolaire de la Capitale ;
- le Centre de service scolaire des Premières-Seigneuries ;
- le Centre de service scolaire des Découvreurs ;
- la commission scolaire Central Québec.

## Listes des partis politiques
Les partis politiques de la ville de Québec sont :
- Respect Citoyens ;
- Québec d'abord ;
- Équipe Priorité Québec ;
- Québec forte et fière
- Transition Québec;
- Alliance Citoyenne de Québec.

Des partis qui n'existent plus aujourd'hui sont :
- Progrès civique
- Rassemblent populaire
- Option Capitale
- Vision Québec
- L'Action civique de Québec
- Le Renouveau municipal de Québec
- Défi Québec
- Québec autrement
- Démocratie Québec

## Visibilité internationale
La ville de Québec possède une certaine visibilité internationale. Par exemple : le gouvernement municipal a son Commissariat aux relations internationales, qui a son propre réseau de contacts à l'étranger.
Par l'entremise de sa société civile, la ville de Québec est aussi présente dans plusieurs organisations et forums internationaux tels l'Organisation des villes du patrimoine mondial dont le siège social est à Québec ; de la Ligue des villes historiques ; du Réseau international pour l'amélioration des gouvernements locaux, parrainé par la Fondation Bertelsmann ; de l'Association internationale des villes éducatrices ; de Cités et gouvernements locaux unis ;
de l'Association internationale des maires francophones (AIMF) ; de l'Association internationale des maires des Grands Lacs et du Saint-Laurent.